# Kurt Potel
Kurt Potel (* 22. Oktober 1910 in Aue; † 1983) war ein deutscher Veterinärmediziner und Hochschullehrer.

## Leben und Werk
Kurt Potel stammte aus dem sächsischen Erzgebirge, studierte Veterinär- und Humanmedizin, promovierte 1936 zum Dr. med. vet. und habilitierte 1951. Von 1949 bis 1958 war er Leiter der Pathologischen Abteilung der Forschungsanstalt für Tierseuchen auf der Insel Riems. Danach war er Professor mit Lehrstuhl für Pathologie der Veterinärmedizin an der Universität Leipzig.

## Schriften (Auswahl)
- Beitrag zur Darmtuberkulose des Schweines. Leipzig 1936.
- Über das Encephalitisproblem bei Schweinepest. Leipzig 1956.
- (mit Wolfgang Seiffner): Leitfaden für die Sektion der Haustiere. Jena 1970.
- Lehrbuch der allgemeinen Pathologie für Tierärzte. Jena 1970.

## Auszeichnungen
- 1951: Nationalpreis der DDR I. Klasse für Wissenschaft und Technik